# Ridhima Pandey
Pour les articles homonymes, voir Pandey.
Ridhima Pandey, née selon les sources en 2008 ou en octobre 2007, est une militante écologiste indienne qui milite pour une action contre le changement climatique. Elle a été comparée à Greta Thunberg. À l'âge de neuf ans, elle a intenté une action contre le gouvernement indien pour ne pas avoir pris suffisamment de mesures pour lutter contre le changement climatique. Elle était également l'une des plaignantes auprès des Nations Unies, avec plusieurs autres jeunes militants pour le climat, contre l'incapacité de plusieurs pays à prendre des mesures contre la crise climatique.

## Enfance
Pandey vit à Uttarakhand, un État du nord de l'Inde. Son père, Dinesh Pandey, est également un militant pour le climat qui a travaillé à Uttarkhand à ce titre durant 16 ans. 
La maison des Pandey à Uttarakhand a été affectée par des intempéries au cours des dix dernières années. En 2013, plus de 1 000 personnes sont mortes dans des inondations et des glissements de terrain. Près de 100 000 personnes ont dû être évacuées de la région. Selon la Banque mondiale, le changement climatique est susceptible d'augmenter la pression sur l'approvisionnement en eau en Inde. 

## Activisme climatique

### Action en justice contre le gouvernement indien
À neuf ans, Pandey a intenté une action contre le gouvernement indien au motif qu'il n'avait pas pris les mesures importantes contre le changement climatique dont il avait convenu dans l'Accord de Paris sur le climat. Cette affaire a été présentée devant le Tribunal vert national (National Green Tribunal, NGT), un tribunal créé en 2010 qui ne traite que des affaires environnementales. Pandey a également demandé au gouvernement de préparer un plan de réduction des émissions de carbone et un plan national pour réduire l'impact du changement climatique, y compris la réduction de l'utilisation des combustibles fossiles par l'Inde. 

Dans une interview avec The Independent. Pandey déclare:
«Mon gouvernement n'a pas pris de mesures pour réglementer et réduire les émissions de gaz à effet de serre, qui sont à l'origine de conditions climatiques extrêmes. Cela aura un impact à la fois sur moi et sur les générations futures. Mon pays a un énorme potentiel pour réduire l'utilisation des combustibles fossiles et, en raison de l'inaction du gouvernement, j'ai contacté le Tribunal vert national. 
Le NGT a rejeté sa demande, déclarant qu'elle était «couverte par l'évaluation du pacte environnemental». 

### Plainte auprès des Nations unies
Lors de sa demande de visa norvégien pour se rendre à Oslo, elle a entendu parler d'une organisation de jeunes militants pour le climat. Elle s'est adressée à l'organisation et a été sélectionnée pour se rendre à New York pour le sommet 2019 des Nations Unies sur l'action climatique. Lors du sommet, le 23 septembre 2019, Pandey avec 15 autres enfants, dont Greta Thunberg, Ayakha Melithafa et Alexandria Villaseñor, a déposé une plainte auprès du Comité des droits de l'enfant des Nations Unies, accusant l'Argentine, le Brésil, l'Allemagne, la France et la Turquie de violer la Convention relative aux droits de l'enfant en ne répondant pas de façon adéquate à la crise climatique ,.

### Autres activités militantes
Pandey a appelé à une interdiction complète du plastique, arguant que sa production continue est le résultat de la demande des consommateurs. Elle a également appelé le gouvernement indien et les autorités locales à faire davantage pour nettoyer le Gange. Elle a dit que même si le gouvernement prétend nettoyer la rivière, l'état de la rivière n'a pas beaucoup changé. 
Pandey est citée dans sa biographie sur les enfants contre le changement climatique comme déclarant son objectif : «Je veux sauver notre avenir. Je veux sauver l'avenir de tous les enfants et de toutes les personnes des générations futures ».

## Distinctions
Pandey figure sur la liste des 100 femmes de la BBC annoncée le 23 novembre 2020. 